# Steganomus
Steganomus is een geslacht van vliesvleugelige insecten van de familie Halictidae.

## Soorten
- S. ennediensis Pauly, 1990
- S. fulvipennis Cameron, 1898
- S. gracilis Cameron, 1898
- S. javanus Ritsema, 1873
- S. junodi Gribodo, 1895
- S. nodicornis (Smith, 1875)
- S. ogilviae Cockerell, 1932
- S. taiwanus (Hirashima, 1956)
- S. tessmanni Pauly, 1990